# Jerónimo Francisco de Lima
Jerónimo Francisco de Lima (Lisbona, 30 settembre 1743 – Lisbona, 19 febbraio 1822) è stato un compositore portoghese.

## Biografia
Dopo gli studi compiuti al Seminário de Patriarcal di Lisbona dal 1761 al 1767, fu a Napoli, dove si formò musicalmente al Conservatorio di Sant'Onofrio a Porta Capuana assieme al compositore connazionale João de Sousa Carvalho. Tornato a Lisbona, fu nominato organista e maestro al Seminário de Patriarcal, dove iniziò anche a comporre, soprattutto serenate e drammi per musica da cantarsi, per la corte reale portoghese e per committenze private. Tra questi suoi lavori si ricorda in particolare Le nozze d'Ercole e d'Ebe, opera data nel palazzo dell'ambasciatore spagnolo nella capitale portoghese per celebrare un doppio matrimonio tra i componenti della famiglia reale spagnolo e portoghese. 
Nel 1787 fu al servizio dello scrittore inglese William Beckford a Sintra. Successivamente scrisse diversi lavori sacri e nel 1798, fu elevato a primeiro mestre da capela (maestro di cappella) del Seminário, succedendo a Sousa Carvahlo. La sua attività operistica conta anche tre drammi giocosi: il primo di questi, Lo spirito in contradizione, fu messo in scena nel 1772 nel palazzo d'inverno di corte a Salvaterra de Magos e successivamente fu ripreso per il Teatro San Carlos di Lisbona; questo lavoro operistico caratterizzato dalla presenza di recitativi accompagnati e da una ricca orchestrazione, risentono inoltre una certa influenza da parte dello stile di Niccolò Jommelli, il compositore preferito della corte portoghese.

## Composizioni

### Opere
- Lo spirito in contradizione (dramma giocoso, libretto di Gaetano Martinelli, 1772, Lisbona)
- Gli orti esperidi (serenata, libretto di Pietro Metastasio, 1779, Lisbona)
- Enea in Tracia (dramma per musica, libretto di Gaetano Martinelli, 1781, Lisbona)
- Teseo (dramma per musica da cantarsi, libretto di Gaetano Martinelli, 1783, Lisbona)
- O hymeneo (pequeno drama para se cantar, libretto di M. J. Dias Azedo e A. da Silva Morais, 1783)
- La vera costanza (dramma giocoso, 1785, Lisbona)
- Le nozze d'Ercole e d'Ebe (dramma per musica da cantarsi, 1785, Lisbona)

### Altri lavori (sacri e profani)
- O templo da gloria (1802)
- La Galatea (cantata per 5 voici e strumenti)
- Dixit Dominus per 8 voci
- Magnificat per 4 voci e basso continuo
- Altri numerosi lavori sacri